# Liste des monarques d'Angleterre
Cet article concerne les monarques d'Angleterre avant 1707. Pour les monarques de Grande-Bretagne, puis du Royaume-Uni, voir Liste des monarques britanniques.
« Roi d'Angleterre » redirige ici.  Pour l'actuel souverain britannique, voir Charles III (roi du Royaume-Uni).
La liste des monarques d'Angleterre réunit les rois et reines qui ont régné sur le royaume d'Angleterre de sa création au début du Xe siècle jusqu'à sa disparition en 1707.

## Histoire du titre

### Origines
Les différents royaumes fondés en Grande-Bretagne par les Anglo-Saxons sont progressivement unifiés durant le Haut Moyen Âge. Le titre de bretwalda porté par certains souverains durant cette période pourrait refléter une sorte de super-royauté, mais le sens exact de ce terme reste débattu. Au VIIIe siècle, le roi Offa de Mercie (757 – 796) se donne le titre de rex Anglorum, « roi des Anglais », mais l'hégémonie qu'il exerce sur le sud de l'Angleterre ne lui survit pas longtemps. Au début du IXe siècle, Ecgberht de Wessex (802 – 839) écrase la Mercie et inaugure une période de domination saxonne. L'Angleterre ne compte alors plus que quatre royaumes : la Northumbrie au nord, l'Est-Anglie à l'est, le Wessex au sud et la Mercie au centre. Les invasions vikings du milieu du siècle bouleversent la situation : en quelques années, la Northumbrie et l'Est-Anglie sont conquises par les Danois, de même que l'est de la Mercie.
Sous l'autorité du roi Alfred le Grand (871 – 899), le Wessex parvient à préserver son indépendance et entreprend la conquête des territoires soumis aux Vikings. Signe d'une conscience nationale naissante, il est le premier à adopter le titre de rex Angulsaxonum, « roi des Anglo-Saxons ». Son fils Édouard l'Ancien, puis son petit-fils Æthelstan poursuivent la guerre contre les vikings. En 927, la Northumbrie est reconquise et Æthelstan se donne le titre de rex Anglorum, « roi des Anglais ». La Northumbrie reste cependant une région disputée dans les décennies qui suivent et elle n'est définitivement acquise à la maison de Wessex qu'en 954, sous le règne d'Eadred.
Le royaume d'Angleterre ne possède pas de date de naissance unanimement acceptée et différentes listes de rois adoptent différents points de départ : Ecgberht, Alfred le Grand ou Æthelstan.

### Numérotation
Au début, les rois n'étaient pas numérotés. On se contentait de dire « le présent roi », « le roi Untel », «le roi X fils de Y», etc. ou de leur donner un surnom. Mais à Édouard Longues-Jambes succèdent tour à tour deux autres « rois Édouard » plus le Prince Noir prédécédé, mais lui aussi prénommé Édouard et qui aurait été le quatrième s'il avait vécu, et c'est alors que les Anglais prirent l'habitude de numéroter leurs rois. Cette numérotation démarre arbitrairement à la conquête normande et se prolonge de manière continue à travers la suite des rois d'Angleterre, de Grande-Bretagne et du Royaume-uni jusqu'à nos jours.

### Évolution
Avant 1066, plusieurs rois anglo-saxons sont sacrés à Kingston upon Thames, mais la Pierre du couronnement qui y est exposée n'est qu'un bloc de sarsen provenant d'une chapelle voisine que rien ne permet d'associer à ces cérémonies, sinon une légende apparue au XVIIIe siècle.
Après la conquête normande, la plupart des rois et reines d'Angleterre sont sacrés en l'abbaye de Westminster par l'archevêque de Cantorbéry.

### Disparition
En 1603, le roi d'Écosse Jacques VI devient également roi d'Angleterre sous le nom de Jacques Ier. Les deux royaumes sont dès lors gouvernés en union personnelle, tout en demeurant des entités séparées.
Un siècle plus tard, en 1707, les Actes d'Union entérinent la fusion de l'Angleterre et de l'Écosse au sein d'un nouveau royaume de Grande-Bretagne, dont Anne Stuart devient la première souveraine. Elle clôt ainsi la liste des monarques anglais et inaugure celle des monarques britanniques. Depuis cette date, le titre de « roi (ou reine) d'Angleterre » est formellement inexact, même s'il continue d'être employé dans le langage courant.

## Liste des monarques d'Angleterre

### Maison de Wessex (927-1013)
| Portrait             | Nom                                                   | Début du règne  | Fin du règne     | Notes |
| -------------------- | ----------------------------------------------------- | --------------- | ---------------- | --- |
| Æthelstan            | Æthelstan (vers 894 - 27 octobre 939)                 | 12 juillet 927  | 27 octobre 939   | Fils d'Édouard l'Ancien. Sacré le 4 septembre 925 à Kingston upon Thames. Premier roi du Wessex à prendre le titre de « roi des Anglais » (rex Anglorum) après la conquête de la Northumbrie en 927.      |
| Edmond               | Edmond (vers 921 – 26 mai 946)                        | 27 octobre 939  | 26 mai 946       | Fils d'Édouard l'Ancien et demi-frère d'Æthelstan. Surnommé « l'Ancien », « le Juste », « le Magnifique » ou « Deed-doer ». Assassiné par Léofa, un voleur exilé.                                         |
| Eadred               | Eadred (923 – 23 novembre 955)                        | 26 mai 946      | 23 novembre 955  | Fils d'Édouard l'Ancien et frère cadet d'Edmond, il lui succède probablement en raison du jeune âge de ses neveux. Sacré le 16 août 946 à Kingston upon Thames.                                           |
| Eadwig               | Eadwig (vers 941 – 1er octobre 959)                   | 23 novembre 955 | 1er octobre 959  | Fils aîné d'Edmond. Sacré en janvier 956, peut-être à Kingston upon Thames. En 957, il est contraint de partager le royaume avec son frère cadet Edgar, n'en conservant que la moitié sud.                |
|                      | Edgar « le Pacifique » (vers 943/944 – 8 juillet 975) | 1er octobre 959 | 8 juillet 975    | Deuxième fils d'Edmond et frère cadet d'Eadwig. Roi de Mercie dès 957. Sacré le 11 mai 973 à Bath. |
| Édouard le Martyr    | Édouard « le Martyr » (vers 962 – 18 mars 978)        | 8 juillet 975   | 18 mars 978      | Fils aîné d'Edgar et d'Æthelflæd. Assassiné. Considéré comme un saint. |
| Æthelred le Malavisé | Æthelred « le Malavisé » (vers 968 – 23 avril 1016)   | 18 mars 978     | 25 décembre 1013 | Fils d'Edgar et d'Ælfthryth, demi-frère cadet d'Édouard le Martyr. Sacré le 4 mai 979 à Kingston upon Thames. Le chef danois Sven envahit son royaume en 1013 et le contraint à la fuite le jour de Noël. |

### Maison de Jelling (1013-1014)
| Portrait | Nom                                                      | Début du règne   | Fin du règne   | Notes |
| -------- | -------------------------------------------------------- | ---------------- | -------------- | --- |
|          | Sven « à la Barbe Fourchue » (vers 960 – 3 février 1014) | 25 décembre 1013 | 3 février 1014 | Roi de Danemark depuis 986 et de Norvège depuis 1000, il conquiert progressivement l'Angleterre durant l'été 1013 et s'y fait reconnaître roi. Il meurt dès le début de l'année suivante. |

### Maison de Wessex (1014-1016)
| Portrait             | Nom                                                  | Début du règne | Fin du règne     | Notes |
| -------------------- | ---------------------------------------------------- | -------------- | ---------------- | --- |
| Æthelred le Malavisé | Æthelred « le Malavisé » (vers 968 – 23 avril 1016)  | 3 février 1014 | 23 avril 1016    | Restauré après la mort de Sven, il meurt durant l'invasion menée par son fils Knut en 1016.                                                                                               |
| Edmond Côte-de-Fer   | Edmond « Côte-de-Fer » (vers 993 – 30 novembre 1016) | 23 avril 1016  | 30 novembre 1016 | Deuxième fils d'Æthelred le Malavisé et d'Ælfgifu d'York. Vaincu par le Danois Knut à Assandun, il est contraint de lui céder la moitié du royaume. Il meurt quelques semaines plus tard. |

### Maison de Jelling (1016-1042)
| Portrait   | Nom                                                    | Début du règne   | Fin du règne     | Notes |
| ---------- | ------------------------------------------------------ | ---------------- | ---------------- | --- |
|            | Knut « le Grand » (vers 994 ou 995 – 12 novembre 1035) | 30 novembre 1016 | 12 novembre 1035 | Fils de Sven à la Barbe Fourchue, il règne sur la totalité de l'Angleterre après la mort d'Edmond. Également roi de Danemark à partir de 1018 et roi de Norvège à partir de 1028.                                                              |
| Harold Ier | Harold « Pied-de-Lièvre » (vers 1015 – 17 mars 1040)   | 12 novembre 1035 | 17 mars 1040     | Fils de Knut le Grand et d'Ælfgifu de Northampton, il s'empare du trône en profitant de l'absence de son demi-frère cadet Hardeknut. Il n'est reconnu roi qu'en 1037. Mort sans descendance.                                                   |
| Harthacnut | Hardeknut (vers 1018 – 8 juin 1042)                    | 17 juin 1040     | 8 juin 1042      | Fils de Knut le Grand et d'Emma de Normandie, il est roi de Danemark depuis 1035. Il se prépare à envahir l'Angleterre pour détrôner Harold lorsque celui-ci meurt inopinément. Il débarque à Sandwich le 17 juin 1040. Mort sans descendance. |

### Maison de Wessex (1042-1066)
| Portrait | Nom                                                         | Début du règne | Fin du règne   | Notes |
| -------- | ----------------------------------------------------------- | -------------- | -------------- | --- |
|          | Édouard « le Confesseur » (vers 1004 – 4 ou 5 janvier 1066) | 8 juin 1042    | 5 janvier 1066 | Fils d'Æthelred le Malavisé et d'Emma de Normandie, demi-frère utérin de Hardeknut. Sacré le 3 avril 1043. Mort sans descendance. Canonisé en 1066. |

### Maison de Godwin (1066)
| Portrait  | Nom                                            | Début du règne | Fin du règne    | Notes |
| --------- | ---------------------------------------------- | -------------- | --------------- | --- |
| Harold II | Harold Godwinson (vers 1020 – 14 octobre 1066) | 6 janvier 1066 | 14 octobre 1066 | Beau-frère d'Édouard le Confesseur, élu roi dès le lendemain de sa mort. Sacré le 6 janvier 1066. Vaincu et tué par Guillaume le Conquérant à Hastings. |

### Maison de Wessex (1066)
| Portrait | Nom                                      | Début du règne  | Fin du règne     | Notes |
| -------- | ---------------------------------------- | --------------- | ---------------- | --- |
|          | Edgar Atheling (avant 1057 – après 1125) | 15 octobre 1066 | 10 décembre 1066 | Petit-neveu d'Édouard le Confesseur, élu roi par une partie des grands du royaume au lendemain de la bataille d'Hastings. Jamais sacré, il se soumet à Guillaume le Conquérant en décembre. |

### Rollonides (1066-1135)
| Portrait | Nom                                                                    | Début du règne    | Fin du règne      | Notes |
| -------- | ---------------------------------------------------------------------- | ----------------- | ----------------- | --- |
|          | Guillaume Ier « le Conquérant » (vers 1027 ou 1028 – 9 septembre 1087) | 25 décembre 1066  | 9 septembre 1087  | Duc de Normandie depuis 1035, il conquiert l'Angleterre et est couronné à Westminster le 25 décembre par l'archevêque d'York Ealdred. |
|          | Guillaume II « le Roux » (vers 1056 ou 1060 – 2 août 1100)             | 26 septembre 1087 | 2 août 1100       | Troisième fils de Guillaume le Conquérant et de Mathilde de Flandre. Sacré le 26 septembre 1087 par l’archevêque de Cantorbéry Lanfranc. Il n'hérite que de l'Angleterre, la Normandie revenant à son frère aîné Robert Courteheuse. Mort sans descendance. |
|          | Henri Ier « Beauclerc » (vers 1068 – 1er décembre 1135)                | 5 août 1100       | 1er décembre 1135 | Quatrième fils de Guillaume le Conquérant et de Mathilde de Flandre. Sacré le 5 août 1100 par l'évêque de Londres Maurice. Il ne laisse qu'une fille, Mathilde l'Emperesse, qu'il désigne comme héritière.                                                  |

### Maison de Blois (1135-1154)
| Portrait | Nom                                           | Début du règne   | Fin du règne    | Notes |
| -------- | --------------------------------------------- | ---------------- | --------------- | --- |
|          | Étienne (vers 1092 ou 1096 – 25 octobre 1154) | 22 décembre 1135 | 25 octobre 1154 | Petit-fils de Guillaume le Conquérant par sa mère Adèle. À la mort d'Henri Ier, il s'empare du trône au détriment de Mathilde. Sacré le 22 décembre 1135 par l'archevêque de Cantorbéry Guillaume de Corbeil. La guerre civile qui l'oppose à Mathilde, connue sous le nom d'« Anarchie », s'éternise pendant son règne et ne s'achève que lorsqu'il reconnaît comme héritier Henri, le fils de Mathilde, au traité de Wallingford en 1153. |

### Rollonides (1141)
| Portrait | Nom                                                           | Début du règne | Fin du règne      | Notes |
| -------- | ------------------------------------------------------------- | -------------- | ----------------- | --- |
|          | Mathilde « l'Emperesse » (7 février 1102 – 10 septembre 1167) | 7 avril 1141   | 1er novembre 1141 | Fille d'Henri Ier et de Mathilde d'Écosse. Évincée de la succession au trône à la mort de son père par son cousin Étienne de Blois, elle lutte au cours de l'Anarchie pour défendre ses droits. Elle fait prisonnier Étienne pendant la bataille de Lincoln et prend le titre de domina Anglorum (« Dame des Anglais ») le 7 avril 1141, sans pour autant être sacrée. La déroute de Winchester le 14 septembre 1141 la force finalement à libérer Étienne. |

### Plantagenêts (1154-1216)
| Portrait | Nom                                                            | Début du règne   | Fin du règne    | Notes | Notes |
| -------- | -------------------------------------------------------------- | ---------------- | --------------- | --- | --- |
| Henri II | Henri II Plantagenêt (5 mars 1133 – 6 juillet 1189)            | 19 décembre 1154 | 6 juillet 1189  | Fils aîné de Geoffroy V d'Anjou et de Mathilde l'Emperesse. Sacré le 19 décembre 1154 par l’archevêque de Cantorbéry Thibaut du Bec. | Fils aîné de Geoffroy V d'Anjou et de Mathilde l'Emperesse. Sacré le 19 décembre 1154 par l’archevêque de Cantorbéry Thibaut du Bec. |
| Henri    | Henri « le Jeune » (28 février 1155 – 11 juin 1183)            | 14 juin 1170     | 11 juin 1183    | Deuxième fils d'Henri II et d'Aliénor d'Aquitaine. Sacré le 14 juin 1170 par l'archevêque d'York Roger de Pont L'Évêque, puis à nouveau le 27 août 1172 par l’archevêque de Rouen Rotrou de Warwick. Il règne conjointement avec son père jusqu'à sa propre mort, six ans avant son père. | Deuxième fils d'Henri II et d'Aliénor d'Aquitaine. Sacré le 14 juin 1170 par l'archevêque d'York Roger de Pont L'Évêque, puis à nouveau le 27 août 1172 par l’archevêque de Rouen Rotrou de Warwick. Il règne conjointement avec son père jusqu'à sa propre mort, six ans avant son père. |
|          | Richard Ier « Cœur de Lion » (8 septembre 1157 – 6 avril 1199) | 3 septembre 1189 | 6 avril 1199    | Troisième fils d'Henri II et d'Aliénor d'Aquitaine. Sacré le 3 septembre 1189 par l’archevêque de Cantorbéry Baudouin d'Exeter. Mort sans descendance. | Armes du royaume d'Angleterre de 1198 à 1340. |
| Jean     | Jean « sans Terre » (24 décembre 1166 – 19 octobre 1216)       | 27 mai 1199      | 19 octobre 1216 | Cinquième fils d'Henri II et d'Aliénor d'Aquitaine. Sacré le 27 mai 1199 par l'archevêque de Cantorbéry Hubert Walter. | Armes du royaume d'Angleterre de 1198 à 1340. |

### Capétiens (1216-1217)
| Portrait | Nom                                                    | Début du règne | Fin du règne      | Notes | Notes                                      | Notes |
| -------- | ------------------------------------------------------ | -------------- | ----------------- | --- | ------------------------------------------ | ----- |
|          | Louis « le Lion » (5 septembre 1187 – 8 novembre 1226) | 2 juin 1216    | 11 septembre 1217 | Fils de Philippe II Auguste et d'Isabelle de Hainaut. Durant la dernière année du règne de Jean d'Angleterre, il se voit offrir le trône par les barons révoltés. Jamais couronné, il abandonne toute revendication sur le trône d'Angleterre par le traité de Lambeth. | Armes du royaume de France de 1180 à 1285. |       |

### Plantagenêts (1216-1485)

#### Lignée directe (1216-1399)
| Portrait    | Nom                                             | Début du règne   | Fin du règne      | Notes | Notes                                         |
| ----------- | ----------------------------------------------- | ---------------- | ----------------- | --- | --------------------------------------------- |
| Henry III   | Henri III (1er octobre 1207 – 16 novembre 1272) | 28 octobre 1216  | 16 novembre 1272  | Fils aîné de Jean et d'Isabelle d'Angoulême. Sacré le 28 octobre 1216 par l'évêque de Winchester Pierre des Roches, puis à nouveau le 17 mai 1220 par l’archevêque de Cantorbéry Étienne Langton. Durant sa minorité, la régence est assurée par le comte de Pembroke, puis le comte de Kent. | Armes du royaume d'Angleterre de 1198 à 1340. |
| Édouard Ier | Édouard Ier (17 juin 1239 – 7 juillet 1307)     | 16 novembre 1272 | 7 juillet 1307    | Fils aîné d'Henri III et d'Éléonore de Provence. Sacré le 19 août 1274 par l’archevêque de Cantorbéry Robert Kilwardby. | Armes du royaume d'Angleterre de 1198 à 1340. |
| Édouard II  | Édouard II (25 avril 1284 – 21 septembre 1327)  | 7 juillet 1307   | 25 janvier 1327   | Quatrième fils d'Édouard Ier et d'Éléonore de Castille. Sacré le 25 février 1308 par l’évêque de Winchester Henry Woodlock. Déposé par le Parlement, il abdique et meurt en captivité au château de Berkeley, probablement assassiné.                                                         | Armes du royaume d'Angleterre de 1198 à 1340. |
| Édouard III | Édouard III (13 novembre 1312 – 21 juin 1377)   | 25 janvier 1327  | 21 juin 1377      | Fils aîné d'Édouard II et d'Isabelle de France. Sacré le 1er février 1327 par l’archevêque de Cantorbéry Walter Reynolds. Ses prétentions au trône de France entraînent le déclenchement de la guerre de Cent Ans.                                                                            | Armes d'Édouard III.                          |
| Richard III | Richard II (6 janvier 1367 – 14 février 1400)   | 21 juin 1377     | 30 septembre 1399 | Second fils d'Édouard de Woodstock, le fils aîné d'Édouard III. Sacré le 16 juillet 1377 par l'archevêque de Cantorbéry Simon Sudbury. Déposé par son cousin Henri Bolingbroke, il abdique et meurt en captivité au château de Pontefract, probablement assassiné. Mort sans descendance.     | Armes de Richard II.                          |

#### Maison de Lancastre (1399-1461)
| Portrait | Nom                                        | Début du règne    | Fin du règne | Notes | Armoiries                                     |
| -------- | ------------------------------------------ | ----------------- | ------------ | --- | --------------------------------------------- |
| Henri IV | Henri IV (15 avril 1367 – 20 mars 1413)    | 30 septembre 1399 | 20 mars 1413 | Quatrième fils de Jean de Gand, le troisième fils d'Édouard III, et de Blanche de Lancastre. Sacré le 13 octobre 1399 par l'archevêque de Cantorbéry Thomas Arundel. | Armes du royaume d'Angleterre de 1399 à 1413. |
| Henri V  | Henri V (16 septembre 1386 – 31 août 1422) | 20 mars 1413      | 31 août 1422 | Fils aîné d'Henri IV et de Marie de Bohun. Sacré le 9 avril 1413 par l'archevêque de Cantorbéry Thomas Arundel. | Armes du royaume d'Angleterre de 1413 à 1422. |
| Henri VI | Henri VI (6 décembre 1421 – 21 mai 1471)   | 31 août 1422      | 4 mars 1461  | Seul fils d'Henri V et de Catherine de Valois. Sacré le 6 novembre 1429 par l'archevêque de Cantorbéry Henry Chichele. Durant sa minorité, la régence est assurée par le duc de Bedford et le duc de Gloucester. Frappé de folie, il est déposé par son cousin Édouard d'York. | Armes du royaume d'Angleterre de 1422 à 1461. |

#### Maison d'York (1461-1470)
| Portrait   | Nom                                       | Début du règne | Fin du règne   | Notes | Armoiries                                     |
| ---------- | ----------------------------------------- | -------------- | -------------- | --- | --------------------------------------------- |
| Édouard IV | Édouard IV (28 avril 1442 – 9 avril 1483) | 4 mars 1461    | 3 octobre 1470 | Arrière-petit-fils d'Edmond de Langley, le quatrième fils d'Édouard III, et descendant par sa grand-mère paternelle de Lionel d'Anvers, le deuxième fils d'Édouard III. Sacré le 28 juin 1461 par l'archevêque de Cantorbéry Thomas Bourchier. S'enfuit d'Angleterre après la rébellion du comte de Warwick. | Armes du royaume d'Angleterre de 1461 à 1470. |

#### Maison de Lancastre (1470-1471)
| Portrait | Nom                                      | Début du règne | Fin du règne  | Notes | Armoiries                                     |
| -------- | ---------------------------------------- | -------------- | ------------- | --- | --------------------------------------------- |
| Henri VI | Henri VI (6 décembre 1421 – 21 mai 1471) | 3 octobre 1470 | 11 avril 1471 | Restauré par le comte de Warwick, il est à nouveau déposé après le retour d'Édouard IV en Angleterre. Assassiné à la Tour de Londres le 21 mai 1471, quelques jours après la mort de son seul fils, Édouard de Westminster, à la bataille de Tewkesbury. | Armes du royaume d'Angleterre de 1470 à 1471. |

#### Maison d'York (1471-1485)
| Portrait    | Nom                                         | Début du règne | Fin du règne | Notes | Armoiries                                          |
| ----------- | ------------------------------------------- | -------------- | ------------ | --- | -------------------------------------------------- |
| Édouard IV  | Édouard IV (28 avril 1442 – 9 avril 1483)   | 11 avril 1471  | 9 avril 1483 | De retour en Angleterre en mars 1471, il fait son entrée à Londres le 11 avril. Ses victoires sur les Lancastriens à Barnet (14 avril) et Tewkesbury (4 mai) lui permettent de reprendre définitivement le pouvoir. | Armes du royaume d'Angleterre de 1471 à 1483.      |
|             | Édouard V (2 novembre 1470 – 1483 ?)        | 9 avril 1483   | 25 juin 1483 | Fils aîné d'Édouard IV et d'Élisabeth Woodville. La régence est assurée par son oncle, le duc de Gloucester. Jamais sacré, il est déposé par le Parlement après moins de deux mois de règne sous prétexte d'illégitimité. Incarcéré à la Tour de Londres avec son frère cadet Richard de Shrewsbury, les deux princes disparaissent peu de temps après. | Armes du royaume d'Angleterre d'avril à juin 1483. |
| Richard III | Richard III (2 octobre 1452 – 22 août 1485) | 26 juin 1483   | 22 août 1485 | Frère cadet d'Édouard IV, il s'empare du pouvoir au détriment de ses neveux. Sacré le 6 juillet 1483 par l'archevêque de Cantorbéry Thomas Bourchier. Vaincu et tué à Bosworth par Henri Tudor, qui lui succède et met un terme à la guerre des Deux-Roses.                                                                                             | Armes du royaume d'Angleterre de 1483 à 1485.      |

### Tudor (1485-1603)
| Portrait      | Nom                                             | Début du règne   | Fin du règne     | Notes | Armoiries                                     |
| ------------- | ----------------------------------------------- | ---------------- | ---------------- | --- | --------------------------------------------- |
| Henri VII     | Henri VII (28 janvier 1457 – 21 avril 1509)     | 22 août 1485     | 21 avril 1509    | Descendant de Jean de Gand, troisième fils d'Édouard III. Fils d'Edmond Tudor et de Margaret Beaufort, neveu d'Henri VI, il épouse Élisabeth d'York, la fille d'Édouard IV, en 1486. Sacré le 30 octobre 1485 par l'archevêque de Cantorbéry Thomas Bourchier.                                                                    | Armes du royaume d'Angleterre de 1485 à 1509. |
|               | Henri VIII (28 juin 1491 – 28 janvier 1547)     | 21 avril 1509    | 28 janvier 1547  | Deuxième fils d'Henri VII et d'Élisabeth d'York. Sacré le 24 juin 1509 par l'archevêque de Cantorbéry William Warham. Resté célèbre pour ses six épouses, ainsi que pour avoir proclamé l'indépendance de l'Église d'Angleterre, dont il devient le chef.                                                                         | Armes du royaume d'Angleterre de 1509 à 1554. |
| Édouard VI    | Édouard VI (12 octobre 1537 – 6 juillet 1553)   | 28 janvier 1547  | 6 juillet 1553   | Seul fils d'Henri VIII, par sa troisième épouse Jeanne Seymour. Sacré le 20 février 1547 par l'archevêque de Cantorbéry Thomas Cranmer. Durant sa minorité, la régence est assurée par le duc de Somerset, puis le duc de Northumberland. Mort sans descendance.                                                                  | Armes du royaume d'Angleterre de 1509 à 1554. |
| Jane Grey     | Jeanne Grey (octobre 1537 – 12 février 1554)    | 10 juillet 1553  | 19 juillet 1553  | Descendante d'Henri VII par sa fille cadette Marie, elle est choisie comme héritière par Édouard VI afin d'empêcher l'avènement de sa sœur catholique Marie. Proclamée reine quatre jours après la mort d'Édouard, elle est déposée par le Parlement neuf jours plus tard et exécutée au terme de son procès pour haute trahison. | Armes du royaume d'Angleterre de 1509 à 1554. |
| Marie Ire     | Marie Ire (18 février 1516 – 17 novembre 1558)  | 19 juillet 1553  | 17 novembre 1558 | Fille aînée d'Henri VIII, par sa première épouse Catherine d'Aragon. Couronnée le 1er octobre 1553 par l'évêque de Winchester Étienne Gardiner. Elle épouse le 25 juillet 1554 Philippe II d'Espagne, qui est titré « roi d'Angleterre » sans être jamais sacré. Morte sans descendance.                                          | Armes du royaume d'Angleterre de 1554 à 1558. |
| Élisabeth Ire | Élisabeth Ire (7 septembre 1533 – 24 mars 1603) | 17 novembre 1558 | 24 mars 1603     | Deuxième fille d'Henri VIII, par sa deuxième épouse Anne Boleyn. Sacrée le 15 janvier 1559 par l'évêque de Carlisle Owen Oglethorpe. Morte sans descendance, et sans avoir jamais été mariée, d'où son surnom de « Reine vierge ».                                                                                                | Armes du royaume d'Angleterre de 1558 à 1603. |

### Stuart (1603-1649)
| Portrait    | Nom                                              | Début du règne | Fin du règne    | Notes | Armoiries                                     |
| ----------- | ------------------------------------------------ | -------------- | --------------- | --- | --------------------------------------------- |
| Jacques Ier | Jacques Ier (19 juin 1566 – 27 mars 1625)        | 24 mars 1603   | 27 mars 1625    | Arrière-petit-fils de Marguerite Tudor (fille aînée d'Henri VII), fils de Marie Stuart, il est roi d'Écosse depuis 1567 sous le nom de Jacques VI. Sacré le 25 juillet 1603 par l'archevêque de Cantorbéry John Whitgift. Adopte le titre de « roi de Grande-Bretagne » en 1604, mais les deux royaumes restent des entités distinctes. | Armes du royaume d'Angleterre de 1660 à 1689. |
|             | Charles Ier (19 novembre 1600 – 30 janvier 1649) | 27 mars 1625   | 30 janvier 1649 | Deuxième fils de Jacques Ier et d'Anne de Danemark. Sacré le 2 février 1626 par l'archevêque de Cantorbéry George Abbot. Vaincu lors de la Deuxième Guerre civile, il est exécuté au terme de son procès (en) pour haute trahison. La monarchie est abolie le 16 mars 1649.                                                             | Armes du royaume d'Angleterre de 1660 à 1689. |

### Interrègne (1649-1660)
| Portrait                                                                                                | Nom                                                                     | Début du règne   | Fin du règne     | Notes | Armoiries             |
| --- | ----------------------------------------------------------------------- | ---------------- | ---------------- | --- | --------------------- |
| Après l'exécution de Charles Ier, le pouvoir exécutif revient à un Conseil d'État élu par le Parlement. |                                                                         |                  |                  | |                       |
| Oliver Cromwell                                                                                         | Oliver Cromwell « Old Ironsides » (25 avril 1599 – 3 septembre 1658)    | 16 décembre 1653 | 3 septembre 1658 | Commandant militaire et homme d'État, Olivier Cromwell dissout le Parlement le 20 avril 1653. Après l'adoption de l'Instrument of Government le 15 décembre, il est nommé Lord Protecteur d'Angleterre, d'Écosse et d'Irlande le lendemain. Il décline la couronne que lui offre le Parlement en 1657. | Armes du Protectorat. |
| Richard Cromwell                                                                                        | Richard Cromwell « Tumbledown Dick » (4 octobre 1626 – 12 juillet 1712) | 3 septembre 1658 | 25 mai 1659      | Troisième fils d'Oliver Cromwell, il succède à son père comme Lord Protecteur. Il démissionne au bout de neuf mois. | Armes du Protectorat. |

### Maison Stuart (1660-1707)
| Portrait      | Nom                                              | Début du règne  | Fin du règne     | Notes | Armoiries                                     |
| ------------- | ------------------------------------------------ | --------------- | ---------------- | --- | --------------------------------------------- |
|               | Charles II (29 mai 1630 – 6 février 1685)        | 8 mai 1660      | 6 février 1685   | Fils aîné de Charles Ier et d'Henriette-Marie de France, il est brièvement reconnu roi des Écossais après la mort de son père, de 1649 à 1651. Il est restauré après la mort d'Oliver Cromwell : proclamé roi par le Parlement le 8 mai 1660, il rentre à Londres le 29. Sacré le 23 avril 1661 par l'archevêque de Cantorbéry William Juxon. Mort sans descendance légitime. | Armes du royaume d'Angleterre de 1660 à 1689. |
| Jacques II    | Jacques II (14 octobre 1633 – 16 septembre 1701) | 6 février 1685  | 11 décembre 1688 | Deuxième fils de Charles Ier et d'Henriette-Marie de France. Sacré le 23 avril 1685 par l'archevêque de Cantorbéry William Sancroft. Chassé par la Glorieuse Révolution, il tente de fuir l'Angleterre le 11 décembre 1688 et y parvient le 23. Le Parlement considère sa première tentative de fuite comme une abdication de facto.                                          | Armes du royaume d'Angleterre de 1660 à 1689. |
|               | Marie II (30 avril 1662 – 28 décembre 1694)      | 13 février 1689 | 28 décembre 1694 | Fille aînée de Jacques II et d'Anne Hyde. Après la Glorieuse Révolution, le Parlement ignore le fils aîné de Jacques II et offre la couronne à Marie et à son époux Guillaume d'Orange. Ils sont sacrés le 11 avril 1689 par l'évêque de Londres Henry Compton. Morte sans descendance.                                                                                       | Armes du royaume d'Angleterre de 1689 à 1694. |
| Guillaume III | Guillaume III (4 novembre 1650 – 8 mars 1702)    | 13 février 1689 | 8 mars 1702      | Époux de Marie II et petit-fils de Charles Ier par sa mère Marie. Il est sacré avec son épouse le 11 avril 1689 par l'évêque de Londres Henry Compton. Il règne seul après la mort de sa femme, ne se remarie pas et meurt sans descendance. | Armes du royaume d'Angleterre de 1694 à 1702. |
| Anne          | Anne (6 février 1665 – 1er août 1714)            | 8 mars 1702     | 1er mai 1707     | Deuxième fille de Jacques II et d'Anne Hyde. Sacrée le 23 avril 1702 par l'archevêque de Cantorbéry Thomas Tenison. Devient reine de Grande-Bretagne le 1er mai 1707, en vertu de l'Acte d'Union qui unit les royaumes d'Angleterre et d'Écosse. | Armes du royaume d'Angleterre de 1702 à 1714. |

## Arbres généalogiques simplifiés

### Avant 1066
- Édouard l'Ancien
  - Æthelstan (927-939)
  - Edmond (939-946)
    - Eadwig (955-959)
    - Edgar le Pacifique (959-975)
      - Édouard le Martyr (975-978)
      - Æthelred le Malavisé (978-1013 / 1014-1016)
        - Edmond Côte-de-Fer (1016)
          - Édouard l'Exilé
            - Edgar Ætheling

        - Édouard le Confesseur (1042-1066)

  - Eadred (946-955)

### Après 1066
- Guillaume Ier (1066-1087)
  - Guillaume II (1087-1100)
  - Adèle de Normandie
    - Étienne (1135-1154)

  - Henri Ier (1100-1135)
    - Mathilde (1141)
      - Henri II (1154-1189)
        - Henri le Jeune (1170-1183)
        - Richard Ier (1189-1199)
        - Jean (1199-1216)
          - Henri III (1216-1272)
            - Édouard Ier (1272-1307)
              - Édouard II (1307-1327)
                - Édouard III (1327-1377)
                  - Édouard de Woodstock
                    - Richard II (1377-1399)

                  - Jean de Gand
                    - Henri IV (1399-1413)
                      - Henri V (1413-1422)
                        - Henri VI (1422-1461 / 1470-1471)

                    - Jean Beaufort
                      - Jean Beaufort
                        - Margaret Beaufort
                          - Henri VII (1485-1507)
                            - Henri VIII (1507-1545)
                              - Édouard VI (1545-1553)
                              - Marie Ire (1553-1558)
                              - Élisabeth Ire (1558-1603)

                            - Marie ép. Charles Brandon
                              - Frances Brandon ép. Henry Grey
                                - Jeanne Grey (1553)

                            - Marguerite Tudor
                              - Jacques V d'Écosse
                                - Marie Ire d'Écosse
                                  - Jacques Ier (1603-1625)
                                    - Charles Ier (1625-1649)
                                      - Charles II (1660-1685)
                                      - Jacques II (1685-1688)
                                        - Marie II (1689-1694) ép. Guillaume III (1689-1702)
                                        - Anne (1702-1707)

                  - Edmond de Langley
                    - Richard de Conisburgh
                      - Richard d'York
                        - Édouard IV (1461-1470 / 1471-1483)
                          - Élisabeth ép. Henri VII
                            - cf. plus haut

                          - Édouard V (1483)

                        - Richard III (1483-1485)